# Travel-Log
Albums de JJ Cale
#8
(1983) Number 10
(1992)
Travel-Log (1990) est le 9e album de l'auteur-compositeur-interprète et guitariste américain de blues rock JJ Cale.

## Historique
L'album paraît sept années après  # 8. On y retrouve des ballades nostalgiques acoustiques, du blues-rock électrifié, et des orchestrations de la Nouvelle-Orléans. C'est le premier album produit par JJ Cale.

## Titres
1. Shanghaid (Ashworth, Cale) - 2:33
2. Hold on Baby - 3:01
3. No Time - 3:13
4. Lady Luck - 2:40
5. Disadvantage (Cale, Drummond, Karstein, Lakeland, Oldham) - 3:34
6. Lean on Me - 3:18
7. End of the Line - 3:07
8. New Orleans - 2:32
9. Tijuana - 3:52
10. That Kind of Thing - 3:17
11. Who's Talking (Cale, Drummond, Tarczon) - 3:26
12. Change Your Mind - 2:25
13. Humdinger - 3:23
14. Riverboat Song - 3:06

Compositions de JJ Cale, sauf indications.

## Musiciens
- JJ Cale - guitare basse, guitare, voix
- Hoyt Axton - voix
- James Barton - guitare
- Doug Belli - guitare basse
- Tim Drummond - guitare basse
- Jim Karstein - percussions, batterie
- Jim Keltner - orgue, percussions, batterie
- Christine Lakeland - orgue, guitare, voix
- Jay Mitthauer - batterie
- Spooner Oldham - claviers